# 台灣固網

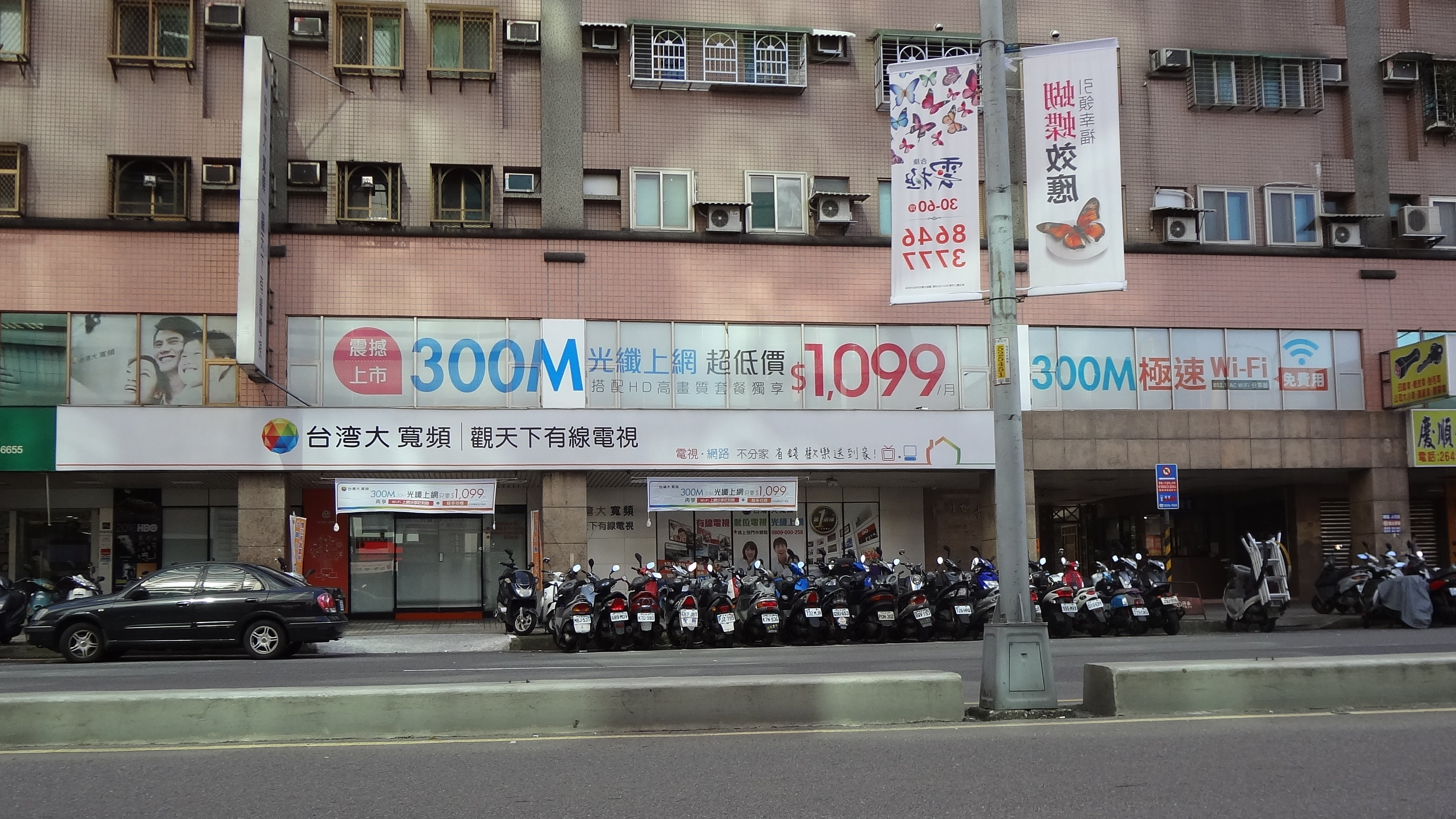
台灣大寬頻旗下的觀天下有線電視總部

台灣固網股份有限公司，簡稱台灣固網、台固、TFN，是台灣最大的民營電信固網公司。台灣固網是由台灣大哥大及富邦集團等企業投資成立之固網公司。

## 簡歷
- 1996年，台灣大哥大及富邦集團等企業成立台灣固網股份有限公司籌備處。
- 2000年3月，台灣固網取得固網執照。
- 2001年2月，台灣固網取得中華民國交通部核發「綜合網路業務特許執照」；同年3月，與台灣大哥大策略聯盟；同年8月，開台營運。
- 2003年7月，台灣固網ADSL推出彎彎代言的「用同一條線，速度當然一樣」廣告，強調與HiNet同樣使用中華電信ADSL線路所以網路連線速度與HiNet相同，遭批廣告不實。
- 2004年10月，台灣固網股票上櫃，為興櫃首家採用無實體交易之公司；並與和記環球電訊合作推出大中華地區第一套國際乙太網路專線服務。
- 2007年4月，台灣大哥大取得台灣固網84％股份。
- 2007年6月29日，台灣固網股東常會通過台灣大哥大旗下「台信電訊股份有限公司」轉投資的「台信國際電信股份有限公司」合併台灣固網之合併案，並通過撤銷台灣固網股票興櫃登錄買賣。同年10月25日，國家通訊傳播委員會核准合併案。
- 2007年11月，台灣大哥大決定，在完成台灣固網、富洋媒體科技（已經在2007年10月31日被台固媒體吸收合併）等公司的整併作業後，三家公司統一以「台灣大哥大」（TWM Mobile）、「台灣大寬頻」（TWM Broadband）、「台灣大電訊」（TWM Solution）等品牌正式對外運作。
- 2007年12月28日，台信國際電信取得台灣固網100％股份，正式合併台灣固網。同日，台信國際電信更名為「台灣固網」。
- 2007年12月31日，「台灣固網」合併台信聯合電訊，成為台灣電訊的母公司。
- 2008年2月，「台灣大哥大」（TWM Mobile）、「台灣大寬頻」（TWM Broadband）、「台灣大電訊」（TWM Solution）三大品牌正式推出。
- 2008年7月3日，國家通訊傳播委員會核准台灣固網合併台灣電訊案，台灣固網為存續公司，台灣電訊為消滅公司。同年8月正式合併。
- 2013年7月，「台灣大電訊」品牌更名為「台灣大哥大商務服務」[1]。

## 服務項目

### 數據服務
- 網際網路
- 數據專線
- 雲端服務
- 資料中心

### 多媒體服務
- 有線電視

共５家系統
- 永佳樂有線電視（新北市 新莊區、五股區、林口區、泰山區）
- 觀天下有線電視（新北市 汐止區、瑞芳區、雙溪區、平溪區、貢寮區）
- 紅樹林有線電視（新北市 淡水區、三芝區、石門區）
- 鳳信有線電視（高雄市鳳山區、大寮區、林園區、大社區、大樹區、鳥松區、仁武區）
- 聯禾有線電視（宜蘭縣）

### 語音服務
- 006國際電話

#### 市內電話
台灣固網所提供之市內電話，門號區段可參考以下列表：
表格中所列出之門號區段，前方開頭之數字爲固定號碼，#及%號可分配、調整之範圍請見備注，*號代表其可分配、調整之範圍爲0至9；
406開頭之門號，爲全區統一撥接碼，僅可撥入無法撥出；
| 區碼 | 區域 | 服務縣市                                                           | 門號長度 | 門號區段                         | 备注                                        |
| ---- | ---- | ------------------------------------------------------------------ | -------- | -------------------------------- | ------------------------------------------- |
| 02   | 台北 | 台北市、新北市、基隆市                                             | 8位數    | - 66#***** - 664%**** - 4066**** | - #可分配之範圍從0至3 - %可分配之範圍從0至1 |
| 03   | 桃園 | 桃園市                                                             | 7位數    | - 26#**** - 406****              | - #可分配之範圍從0至5                       |
| 03   | 新竹 | 新竹市、新竹县                                                     | 7位數    | - 61#**** - 406****              | - #可分配之範圍從0至2                       |
| 03   | 花蓮 | 花蓮縣                                                             | 7位數    |                                  |                                             |
| 03   | 宜蘭 | 宜蘭縣                                                             | 7位數    |                                  |                                             |
| 037  | 苗栗 | 苗栗县、新竹县峨眉乡部分                                           | 7位數    |                                  |                                             |
| 04   | 台中 | 台中市、苗栗县卓兰镇、南投县仁爱乡部分、花莲县秀林乡富世村关原地区 | 8位數    |                                  |                                             |
| 04   | 彰化 | 彰化縣                                                             | 7位數    |                                  |                                             |
| 049  | 南投 | 南投縣、彰化县芬园乡、台中市乌日区溪尾里、新社区福兴里部分         | 7位數    |                                  |                                             |
| 05   | 嘉义 | 嘉义市、嘉义县(六脚乡及新港乡部分地区除外)                         | 7位數    |                                  |                                             |
| 05   | 云林 | 云林县、嘉义县六脚乡及新港乡部分地区                               | 7位數    |                                  |                                             |
| 06   | 台南 | 台南市                                                             | 7位數    | - 51#**** - 406****              | - #可分配之範圍從0至3                       |
| 06   | 澎湖 | 澎湖县                                                             | 7位數    |                                  |                                             |
| 07   | 高雄 | 高雄市                                                             | 7位數    |                                  |                                             |
| 08   | 屏东 | 屏东县                                                             | 7位數    |                                  |                                             |
| 089  | 台东 | 台东县                                                             | 6位數    |                                  |                                             |
| 082  | 金门 | 金门县                                                             | 6位數    |                                  |                                             |
| 0836 | 马祖 | 连江县                                                             | 5位數    |                                  |                                             |

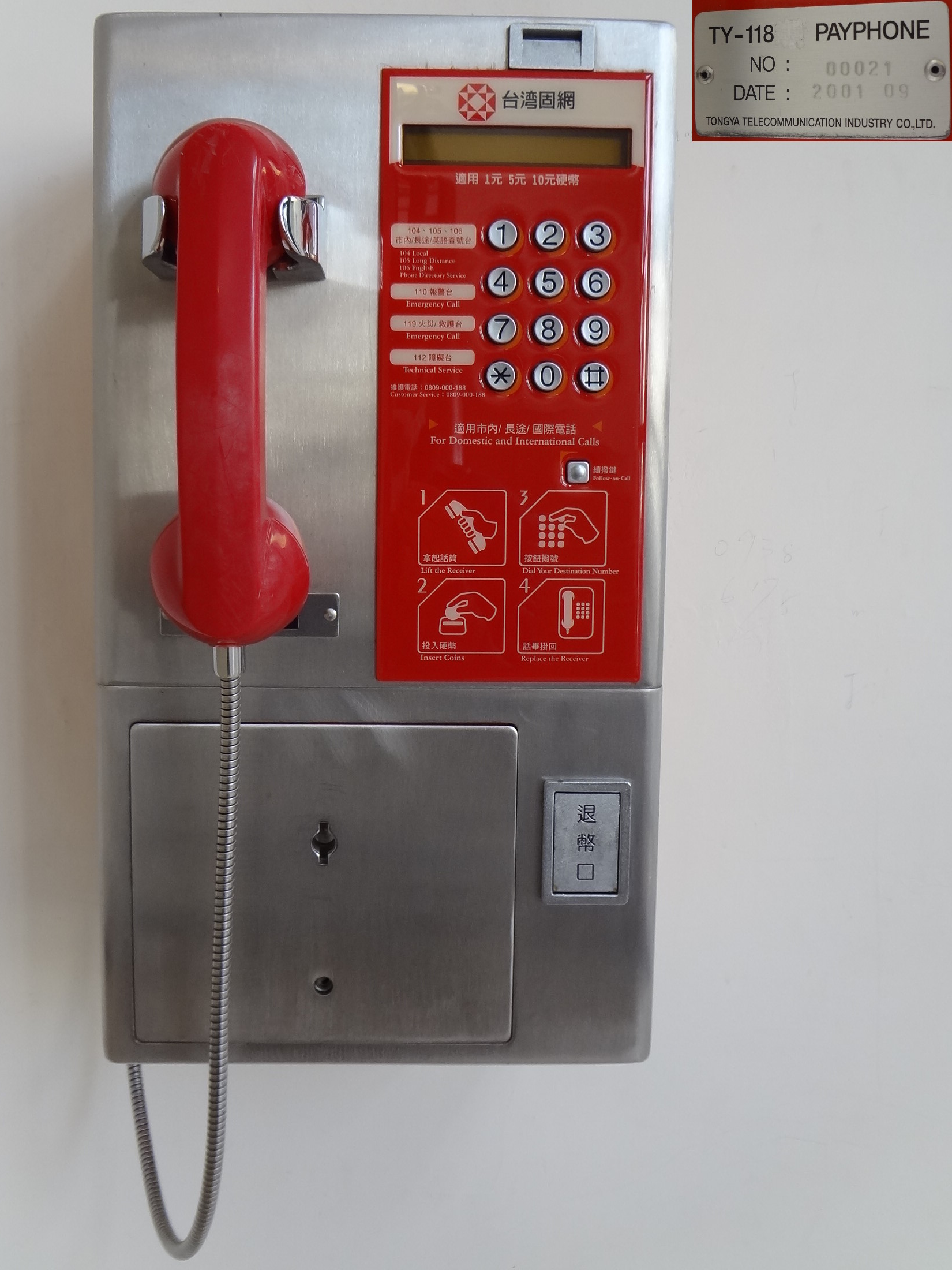
台灣固網公用電話TY-118。
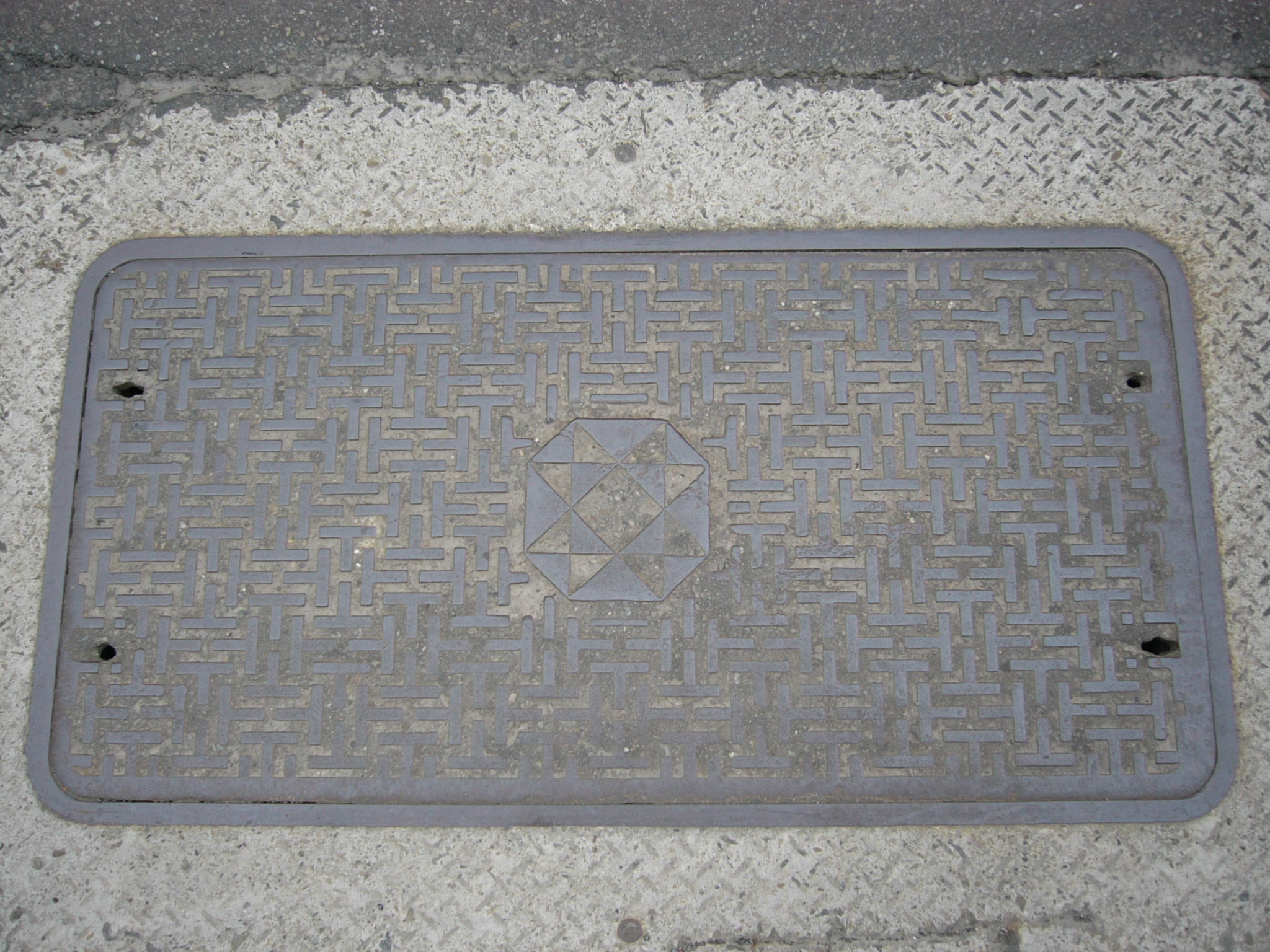
台灣固網的長方形人孔蓋。

## 廣告代言
- 陶喆—「用熱情打動全世界」國際電話服務
- 彎彎—「台灣固網ADSL」ADSL服務
- 彎彎—「台灣大寬頻ADSL」ADSL服務

## 事件
- 2000年8月26日，台灣固網股條風波[3]。